# Serafim Grammatikopoulos
Serafim Grammatikopoulos (* 8. Juli 1960) ist ein ehemaliger griechischer Gewichtheber.

## Werdegang
Grammatikopoulos erreichte bei den Weltmeisterschaften 1981 in Lille den zwölften Platz in der Klasse bis 110 kg. 1984 nahm er an den Olympischen Spielen in Los Angeles teil und wurde im Superschwergewicht Achter im Stoßen. Allerdings wurde er bei der anschließenden Dopingkontrolle positiv auf Nandrolon getestet und disqualifiziert.